# ジミー・ギャリソン
ジミー・ギャリソン（Jimmy Garrison、1933年3月3日 - 1976年4月7日）は、アメリカ・ペンシルベニア州フィラデルフィア出身の、ジャズ・ダブルベース奏者。
1958年にニューヨークで、ベーシストとして活動を始め、ビル・エヴァンス、ケニー・ドーハム、レニー・トリスターノ、オーネット・コールマンらのサイドマンを務める。
中でも1961年から1967年までのジョン・コルトレーン・カルテットでの活動がよく知られている。
特に大きなアコースティック・ベースをクラシック・ギターのように奏でる驚異のテクニックを持ち、コルトレーン・カルテットのコンサートでは従来のベースでは考えられないほど長く自由なソロ・スペースを与えられた。

## ディスコグラフィ

### リーダー・アルバム
- 『イルミネイション!』 - Illumination! (1963年、Impulse!) ※with エルヴィン・ジョーンズ

### 参加アルバム
ロレツ・アレキサンドリア
- 『フォー・スインガーズ・オンリー』 - For Swingers Only (1963年、Argo)

ビル・バロン
- 『ザ・テナー・スタイリングス』 - The Tenor Stylings of Bill Barron (1961年、Savoy)

ウォルター・ビショップ・ジュニア
- 『スピーク・ロウ』 - Speak Low (1961年、Jazztime)

ベニー・カーター
- 『ファーザー・デフィニションズ』 - Further Definitions (1961年、Impulse!)

オーネット・コールマン
- 『オーネット・オン・テナー』 - Ornette on Tenor (1961年、Atlantic)
- 『ニューヨーク・イズ・ナウ』 - New York Is Now! (1968年、Blue Note)
- 『ラヴ・コール』 - Love Call (1968年、Blue Note)
- 『即興詩人の芸術』 - The Art of the Improvisers (1970年、Atlantic) ※未発表音源集

アリス・コルトレーン
- 『ア・モナスティック・トリオ』 -  A Monastic Trio (1968年、Impulse!)
- 『コズミック・ミュージック』 - Cosmic Music (1968年、Impulse!)
- 『ユニバーサル・コンシャスネス』 - Universal Consciousness (1971年、Impulse!)

ジョン・コルトレーン
- 『ライヴ・アット・ザ・ヴィレッジ・ヴァンガード』 - Live at the Village Vanguard (1961年)
- 『バラード』 - Ballads (1962年)
- 『コルトレーン』 - Coltrane (1962年)
- 『デューク・エリントン&ジョン・コルトレーン』 - Duke Ellington & John Coltrane (1962年)
- 『ジョン・コルトレーン&ジョニー・ハートマン』 - John Coltrane and Johnny Hartman (1963年)
- 『インプレッションズ』 - Impressions (1963年)
- 『ライヴ・アット・バードランド』 - Live at Birdland (1963年)
- 『クレッセント』 - Crescent (1964年)
- 『至上の愛』 - A Love Supreme (1964年)
- 『アセンション』 - Ascension (1965年)
- 『ファースト・メディテーション』 -  First Meditations (1965年)
- 『ジョン・コルトレーン・カルテット・プレイズ』 - The John Coltrane Quartet Plays (1965年)
- 『クル・セ・ママ』 - Kulu Sé Mama (1965年)
- 『ライヴ・イン・シアトル』 - Live in Seattle (1965年)
- The Major Works of John Coltrane (1965年)
- 『メディテーション』 - Meditations (1965年)
- 『トランジション』 - Transition (1965年)
- 『サン・シップ』 - Sun Ship (1965年)
- Live in Antibes (1965年)
- 『ライヴ・イン・ジャパン』 - Live in Japan (1966年)
- 『ライヴ・アット・ザ・ヴィレッジ・ヴァンガード・アゲイン』 - Live at the Village Vanguard Again! (1966年)
- 『エクスプレッション』 - Expression (1967年)
- 『オラトゥンジ・コンサート：ザ・ラスト・ライヴ・レコーディング』 - The Olatunji Concert: The Last Live Recording (1967年)
- 『ステラ・リージョンズ』 - Stellar Regions (1967年)
- 『ワン・ダウン、ワン・アップ：ライヴ・アット・ザ・ハーフ・ノート』 - Live at the Half Note: One Down, One Up (2005年) ※1965年録音

テッド・カーソン
- 『プレンティ・オブ・ホーン』 - Plenty of Horn (1961年、Old Town)

ネイサン・デイヴィス
- 『ルールズ・オブ・フリーダム』 - Rules of Freedom (1969年、Polydor)

ビル・ディクソン
- 『投企〜ビル・ディクソンの世界』 - Intents and Purposes (1967年、RCA Victor)

ケニー・ドーハム
- 『ジャズ・コンテンポラリー』 - Jazz Contemporary (1960年、Time)
- Show Boat (1960年、Time)

カーティス・フラー
- 『ブルースエット』 - Blues-ette (1959年、Savoy)
- 『イマジネイション』 - Imagination (1959年、Savoy)
- 『イメージズ』 - Images of Curtis Fuller (1960年、Savoy)
- 『ザ・マグニフィセント・トロンボーン』 - The Magnificent Trombone of Curtis Fuller (1961年、Epic)

ビーヴァー・ハリス & 360度音楽経験集団
- 『フロム・ラグタイム・トゥ・ノータイム』 - From Ragtime to No Time (1975年、360 Records)

エルヴィン・ジョーンズ
- 『プッティン・イット・トゥゲザー』 - Puttin' It Together (1968年、Blue Note)
- The Ultimate (1968年、Blue Note)

フィリー・ジョー・ジョーンズ
- 『ブルース・フォー・ドラキュラ』 - Blues for Dracula (1958年、Riverside)
- 『ドラムス・アラウンド・ザ・ワールド』 - Drums Around the World (1959年、Riverside)
- 『ショーケース』 - Showcase (1959年、Riverside)

リー・コニッツ
- 『リー・コニッツ・ウィズ・ビル・エヴァンス・アット・ハーフ・ノート』 - Live at the Half Note (1994年、Verve) ※1959年録音

ロルフ・キューン & ヨアヒム・キューン
- Impressions of New York (1967年、Impulse!)

カル・マッセイ
- 『ブルース・トゥ・コルトレーン』 - Blues to Coltrane (1987年、Candid) ※1961年録音

ジャッキー・マクリーン
- 『スイング・スワング・スインギン』 - Swing, Swang, Swingin' (1959年、Blue Note)

J.R.モンテローズ
- 『ストレイト・アヘッド』 - Straight Ahead (1959年、Jaro)

ロバート・ポーザー
- Good Golly Miss Nancy (1967年、Savoy)

ソニー・ロリンズ
- 『イースト・ブロードウェイ・ラン・ダウン』 - East Broadway Run Down (1966年、Impulse!)

トニー・スコット
- 『ゴールデン・モーメンツ』 - Golden Moments (1982年、Muse) ※1959年録音
- I'll Remember (1984年、Muse) ※1959年録音

アーチー・シェップ
- Life at the Donaueschingen Music Festival (1967年、SABA)
- 『アッティカ・ブルース』 - Attica Blues (1972年、Impulse!)
- 『ザ・クライ・オブ・マイ・ピープル』 - The Cry of My People (1972年、Impulse!)
- 『トランペット・イン・マイ・ソウル』 - There's a Trumpet in My Soul (1975年、Freedom)

クリフォード・ソーントン
- Freedom & Unity (1967年、New World Records)

マッコイ・タイナー
- 『トゥデイ・アンド・トゥモロウ』 - Today and Tomorrow (1963年、Impulse!)
- 『マッコイ・タイナー・プレイズ・エリントン』 - McCoy Tyner Plays Ellington (1964年、Impulse!)